# ダノンカモン
ダノンカモン（欧字名:Danon Come On）は、日本の競走馬。2014年の名古屋大賞典の勝ち馬である。

## 戦績

### デビュー前
2006年2月8日、北海道安平町のノーザンファームで誕生。2006年のセレクトセール当歳市場に上場され、4305万円でダノックスが落札した。育成後、栗東の池江泰寿厩舎に入厩した。

### 2歳（2008年）
9月6日新潟競馬場の2歳新馬（芝1800ｍ）でデビュー。単勝1.7倍の人気に応え、上り最速の脚を使って快勝、デビュー勝ちを決める。次走、いちょうステークスは後方から追い込み粘るケイアイライジンを半馬身捉えて1着、連勝を飾った。続く東京スポーツ杯2歳ステークスは4着に敗れ、初黒星。1.7倍の1番人気に推されたさざんかステークスは6着に終わる。

### 3歳（2009年）
3歳初戦、きさらぎ賞は6着、続く京都新聞杯は8着に敗れる。古馬との初対戦となった天の川ステークスは9着、続く西宮ステークスを11着とともに凡退する。初ダートとなった秋嶺ステークスは好位につけると直線で後続を3馬身半離して快勝。その後、ダートを中心に使われる。昇級初戦、霜月ステークスは中団やや後方から追い上げ3着、ギャラクシーステークスは逃げるケイアイテンジンに2馬身半差の2着となる。

### 4歳（2010年）
4歳初戦、大和ステークスは勝ち馬から0.1秒差の4着、4か月の休み明けとなったオアシスステークスは3着と惜しい競馬が続いた。降級戦となった安芸ステークスは5着に敗れ、続く柳都ステークスは4着、降級3戦目となった大阪スポーツ杯で、先に抜け出したエーシンクールディをクビ差差し切って1着、再びオープンに昇級した。次走、ペルセウスステークスは3番手から抜け出して連勝を飾ると、続く武蔵野ステークスで勝ったグロリアスノアに半馬身差の2着に入り、重賞初連対となる。続くギャラクシーステークスはケイアイガーベラに2馬身半離された2着に入った。

### 5歳（2011年）
前年と同じく年明け初戦は大和ステークスを使われ、道中中団から差し切って6勝目を挙げる。続く根岸ステークスはいったんは先頭に立つもセイクリムズンに交わされ2着に敗れた。GI初挑戦となったフェブラリーステークスは中団から脚を伸ばし4着と好走。5か月の休養明けとなったプロキオンステークスは逃げ粘るケイアイガーベラを捕えて先頭に立つも、シルクフォーチュンの強襲に交わされ2着となる。次走、エニフステークスは別定59㎏を背負うも、好位からケイアイガーベラを交わし、1馬身1/4差をつけて1着、7勝目を挙げる。東日本大震災の影響で東京競馬場での開催となったマイルチャンピオンシップ南部杯は、道中3番手から勝ったトランセンドにアタマ差まで迫る2着と善戦した。続く武蔵野ステークスは1.7倍の抜けた1番人気となるが、ナムラタイタンに半馬身交わされ2着、これが重賞で5度目の2着となった。柳都ステークス以来の1800ｍ戦となったジャパンカップダートは道中中団から早めに仕掛けて5着と掲示板を確保する。

### 6歳（2012年）
1番人気となった根岸ステークスは接戦のなか5着に敗れる。続くフェブラリーステークスは直線で後続に捕まり昨年に続く4着となる。4か月ぶり、久々に芝を使われた米子ステークスは8着に敗れ、22戦ぶりに掲示板を外すと、中京記念はブービーの15着と惨敗に終わる。ダートに戻った武蔵野ステークスはイオリッツ・メンディザバルが騎乗予定だったが、負傷により武士沢友治に急遽変更となる。レースは中団から脚を伸ばし、3着と善戦した。次走、ジャパンカップダートは14着と大敗する。

### 7歳（2013年）
7歳になり、根岸ステークスは9着、フェブラリーステークス8着と凡走が続いた。初の地方遠征となったかきつばた記念は後方から仕掛け、ティアップワイルドに2馬身差の2着に入る。57.5㎏のハンデで出走したアハルテケステークスは好位から早め先頭に立つと、トウショウクラウンの追い込みを半馬身抑え8勝目、オープン4勝目を飾った。次走、プロキオンステークスはアドマイヤロイヤル、セイクリムズンとの接戦に競り負け3着となる。その後は長期休養に入った。

### 8歳（2014年）
4年連続出走となった根岸ステークスで復帰となり、9着に敗れる。同じく4年連続出走のフェブラリーステークスは7着となる。その後は名古屋大賞典に出走、道中3番手につけるとじわじわと伸び、エーシンモアオバーを交わすと直線伸びてきたソリタリーキングを振り切り優勝、重賞22回目の出走で初重賞制覇を飾った。続くかきつばた記念は前目の競馬で抜け出すもタガノジンガロ、ノーザンリバーにわずかに交わされ3着に敗れる。次走、さきたま杯は9着と大敗、プロキオンステークスも11着と惨敗に終わった。日本テレビ盃は勝ったクリソライトに7馬身離されたが2着を確保した。その後、武蔵野ステークスは12番人気ながら4着に入るが、チャンピオンズカップは最下位の16着に終わった。

### 9歳（2015年）
9歳となった2015年初戦、佐賀記念は初めて逃げる競馬となり、3着に入る。次走、マーチステークスはトップハンデ57.5㎏で出走し、0.2秒差の7着となる。通算50戦目となったアンタレスステークスは11着、アハルテケステークスも11着に敗れる。このレースが最後となり、6月17日付けで競走馬登録を抹消、ノーザンホースパークで乗馬になる予定だったが、急遽、熊本で種牡馬となる。しかし、引退から3か月後の9月27日、急性心不全により死亡した。9歳没。

## 競走成績
以下の内容は、JBISサーチおよびnetkeiba.comの情報に基づく。
| 競走日     | 競馬場 | 競走名          | 格       | 距離（馬場）  | 頭 数 | 枠 番 | 馬 番 | オッズ （人気） | 着順 | タイム （上がり3F） | 着差 | 騎手          | 斤量 [kg] | 1着馬（2着馬）         | 馬体重 [kg] |
| ---------- | ------ | --------------- | -------- | ------------- | ----- | ----- | ----- | --------------- | ---- | ------------------- | ---- | ------------- | --------- | ---------------------- | ----------- |
| 2008.09.06 | 新潟   | 2歳新馬         |          | 芝1600m（良） | 13    | 4     | 4     | 001.70（1人）   | 01着 | R1:38.1（33.3）     | -0.1 | 0福永祐一     | 54        | （ナスノロビン）       | 520         |
| 0000.10.25 | 東京   | いちょうS       | OP       | 芝1600m（良） | 12    | 5     | 6     | 011.20（4人）   | 01着 | 01:25.0（33.8）     | -0.1 | 0福永祐一     | 55        | （ケイアイライジン）   | 526         |
| 0000.11.22 | 東京   | 東スポ杯2歳S    | JpnIII   | 芝1800m（良） | 14    | 6     | 9     | 004.40（2人）   | 04着 | R1:48.1（33.4）     | -0.4 | 0福永祐一     | 55        | ナカヤマフェスタ       | 520         |
| 0000.12.27 | 阪神   | さざんかS       | OP       | 芝1400m（良） | 8     | 5     | 5     | 001.70（1人）   | 06着 | R1:23.7（36.7）     | -0.9 | 0O.ペリエ     | 56        | タイガーストーン       | 530         |
| 2009.02.15 | 京都   | きさらぎ賞      | GIII     | 芝1800m（良） | 10    | 2     | 2     | 013.40（5人）   | 06着 | R1:50.0（36.7）     | -1.1 | 0岩田康誠     | 56        | リーチザクラウン       | 518         |
| 0000.05.09 | 京都   | 京都新聞杯      | GII      | 芝2200m（良） | 16    | 2     | 3     | 017.20（7人）   | 08着 | R2:14.3（35.7）     | -1.3 | 0岩田康誠     | 56        | ベストメンバー         | 528         |
| 0000.08.16 | 新潟   | 天の川S         | 1600万下 | 芝2000m（良） | 18    | 4     | 7     | 026.30（7人）   | 09着 | R2:00.1（33.4）     | -0.9 | 0戸崎圭太     | 54        | ホーマンファラオ       | 518         |
| 0000.09.21 | 阪神   | 西宮S           | 1600万下 | 芝1800m（良） | 18    | 1     | 2     | 023.10（8人）   | 11着 | R1:46.4（36.1）     | -1.6 | 0川田将雅     | 53        | ナムラクレセント       | 516         |
| 0000.10.17 | 東京   | 秋嶺S           | 1600万下 | ダ1600m（良） | 16    | 5     | 10    | 008.80（6人）   | 01着 | R1:36.5（36.2）     | -0.6 | 0石橋脩       | 55        | （アンダーカウンター） | 524         |
| 0000.11.22 | 東京   | 霜月S           | OP       | ダ1400m（良） | 14    | 5     | 8     | 002.90（1人）   | 03着 | R1:23.8（35.4）     | -0.3 | 0石橋脩       | 54        | ワンダーポデリオ       | 520         |
| 0000.12.19 | 阪神   | ギャラクシーS   | OP       | ダ1400m（良） | 16    | 8     | 16    | 003.40（1人）   | 02着 | R1:23.6（36.9）     | -0.4 | 0岩田康誠     | 54        | ケイアイテンジン       | 524         |
| 2010.01.16 | 京都   | 大和S           | OP       | ダ1400m（良） | 13    | 4     | 5     | 003.00（1人）   | 04着 | R1:23.0（36.9）     | -0.1 | 0岩田康誠     | 54        | オーロマイスター       | 528         |
| 0000.05.09 | 東京   | オアシスS       | OP       | ダ1600m（良） | 16    | 2     | 3     | 002.90（1人）   | 03着 | R1:35.5（36.0）     | -0.2 | 0岩田康誠     | 55        | ダイショウジェット     | 530         |
| 0000.06.26 | 阪神   | 安芸S           | 1600万下 | ダ1400m（不） | 16    | 3     | 6     | 002.40（1人）   | 05着 | R1:23.8（36.8）     | -0.5 | 0岩田康誠     | 57        | ティアップワイルド     | 524         |
| 0000.07.17 | 新潟   | 柳都S           | 1600万下 | ダ1800m（良） | 15    | 2     | 3     | 004.00（1人）   | 04着 | R1:51.4（37.2）     | -0.4 | 0松岡正海     | 58        | タガノクリスエス       | 524         |
| 0000.09.25 | 阪神   | 大阪スポーツ杯  | 1600万下 | ダ1400m（良） | 16    | 7     | 13    | 003.80（2人）   | 01着 | R1:23.2（36.2）     | -0.0 | 0武豊         | 58        | （エーシンクールディ） | 518         |
| 0000.10.09 | 東京   | ペルセウスS     | OP       | ダ1400m（稍） | 16    | 1     | 2     | 003.60（1人）   | 01着 | R1:23.4（36.4）     | -0.2 | 0三浦皇成     | 55        | （タガノクリスエス）   | 518         |
| 0000.11.14 | 東京   | 武蔵野S         | GIII     | ダ1600m（良） | 16    | 8     | 15    | 009.20（4人）   | 02着 | R1:36.7（35.7）     | -0.1 | 0三浦皇成     | 56        | グロリアスノア         | 522         |
| 0000.12.19 | 阪神   | ギャラクシーS   | OP       | ダ1400m（良） | 16    | 2     | 4     | 003.50（2人）   | 02着 | R1:22.9（36.3）     | -0.4 | 0和田竜二     | 57        | ケイアイガーベラ       | 528         |
| 2011.01.30 | 東京   | 根岸S           | GIII     | ダ1400m（良） | 16    | 3     | 5     | 004.80（3人）   | 02着 | R1:23.2（35.4）     | -0.2 | 0三浦皇成     | 56        | セイクリムズン         | 526         |
| 0000.02.20 | 東京   | フェブラリーS   | GI       | ダ1600m（良） | 16    | 4     | 7     | 007.60（5人）   | 04着 | R1:36.8（36.1）     | -0.4 | 0U.リスポリ   | 57        | トランセンド           | 526         |
| 0000.07.10 | 京都   | プロキオンS     | GIII     | ダ1400m（良） | 16    | 7     | 13    | 005.60（3人）   | 02着 | R1:22.5（36.2）     | -0.4 | 0和田竜二     | 56        | シルクフォーチュン     | 524         |
| 0000.09.19 | 阪神   | エニフS         | OP       | ダ1400m（良） | 10    | 6     | 6     | 003.40（2人）   | 01着 | R1:23.7（35.7）     | -0.2 | 0福永祐一     | 59        | （ケイアイガーベラ）   | 528         |
| 0000.10.10 | 東京   | MCS南部杯       | JpnI     | ダ1600m（良） | 15    | 4     | 6     | 008.80（3人）   | 02着 | R1:34.8（36.6）     | -0.1 | 0福永祐一     | 57        | トランセンド           | 526         |
| 0000.11.13 | 東京   | 武蔵野S         | GIII     | ダ1600m（稍） | 16    | 6     | 12    | 001.70（1人）   | 02着 | R1:35.3（35.8）     | -0.1 | 0三浦皇成     | 56        | ナムラタイタン         | 526         |
| 0000.12.04 | 阪神   | ジャパンCダート | GI       | ダ1800m（良） | 16    | 7     | 13    | 014.50（4人）   | 05着 | R1:51.1（37.5）     | -0.5 | 0福永祐一     | 57        | トランセンド           | 528         |
| 2012.01.29 | 東京   | 根岸S           | GIII     | ダ1400m（良） | 16    | 3     | 5     | 002.30（1人）   | 05着 | R1:23.8（35.7）     | -0.3 | 0福永祐一     | 56        | シルクフォーチュン     | 530         |
| 0000.02.19 | 東京   | フェブラリーS   | GI       | ダ1600m（良） | 16    | 6     | 11    | 015.90（5人）   | 04着 | R1:35.8（36.6）     | -0.4 | 0福永祐一     | 57        | テスタマッタ           | 532         |
| 0000.06.23 | 阪神   | 米子S           | OP       | 芝1600m（良） | 18    | 3     | 5     | 015.40（8人）   | 08着 | R1:34.6（33.6）     | -0.5 | 0武豊         | 58        | フラガラッハ           | 524         |
| 0000.07.22 | 中京   | 中京記念        | GIII     | 芝1600m（良） | 16    | 6     | 12    | 019.20（8人）   | 15着 | R1:37.0（37.2）     | -0.5 | 0武豊         | 58        | フラガラッハ           | 522         |
| 0000.11.11 | 東京   | 武蔵野S         | GIII     | ダ1600m（良） | 16    | 6     | 11    | 011.80（6人）   | 03着 | R1:36.7（35.5）     | -0.3 | 0武士沢友治   | 56        | イジゲン               | 526         |
| 0000.12.02 | 阪神   | ジャパンCダート | GI       | ダ1800m（良） | 16    | 6     | 11    | 121.6（15人）   | 14着 | R1:50.7（37.1）     | -1.9 | 0池添謙一     | 57        | ニホンピロアワーズ     | 532         |
| 2013.01.27 | 東京   | 根岸S           | GIII     | ダ1400m（良） | 16    | 2     | 3     | 010.90（4人）   | 09着 | R1:24.4（35.8）     | -0.7 | 0W.ビュイック | 56        | メイショウマシュウ     | 526         |
| 0000.02.17 | 東京   | フェブラリーS   | GI       | ダ1600m（良） | 16    | 6     | 12    | 047.6（10人）   | 08着 | R1:35.7（36.3）     | -0.6 | 0W.ビュイック | 57        | グレープブランデー     | 528         |
| 0000.04.29 | 名古屋 | かきつばた記念  | JpnIII   | ダ1400m（良） | 11    | 5     | 6     | 002.50（2人）   | 02着 | R1:26.8（37.3）     | -0.4 | 0川田将雅     | 54        | ティアップワイルド     | 530         |
| 0000.06.08 | 東京   | アハルテケS     | OP       | ダ1600m（良） | 16    | 5     | 9     | 005.00（3人）   | 01着 | R1:35.6（36.8）     | -0.1 | 0戸崎圭太     | 57.5      | （トウショウクラウン） | 522         |
| 0000.07.07 | 中京   | プロキオンS     | GIII     | ダ1400m（良） | 16    | 7     | 14    | 005.90（1人）   | 03着 | R1:21.9（35.3）     | -0.0 | 0戸崎圭太     | 56        | アドマイヤロイヤル     | 524         |
| 2014.02.02 | 東京   | 根岸S           | GIII     | ダ1400m（良） | 16    | 2     | 3     | 050.2（10人）   | 09着 | R1:23.8（36.2）     | -0.4 | 0三浦皇成     | 56        | ゴールスキー           | 528         |
| 0000.02.23 | 東京   | フェブラリーS   | GI       | ダ1600m（良） | 16    | 7     | 14    | 181.2（15人）   | 07着 | R1:36.7（35.9）     | -0.7 | 0三浦皇成     | 57        | コパノリッキー         | 532         |
| 0000.03.26 | 名古屋 | 名古屋大賞典    | JpnIII   | ダ1900m（不） | 12    | 7     | 9     | 003.90（3人）   | 01着 | R2:01.9（38.0）     | -0.2 | 0川田将雅     | 54        | （ソリタリーキング）   | 535         |
| 0000.04.29 | 名古屋 | かきつばた記念  | JpnIII   | ダ1400m（不） | 12    | 4     | 4     | 002.90（2人）   | 03着 | R1:27.3（37.4）     | -0.1 | 0川田将雅     | 55        | タガノジンガロ         | 532         |
| 0000.05.28 | 浦和   | さきたま杯      | JpnII    | ダ1400m（重） | 12    | 8     | 12    | 008.40（4人）   | 09着 | R1:29.1（39.9）     | -2.4 | 0川田将雅     | 56        | ノーザンリバー         | 527         |
| 0000.07.13 | 中京   | プロキオンS     | GIII     | ダ1400m（稍） | 16    | 5     | 9     | 044.90（9人）   | 11着 | R1:23.1（36.3）     | -0.5 | 0Z.パートン   | 57        | ベストウォーリア       | 526         |
| 0000.09.23 | 船橋   | 日本テレビ盃    | JpnII    | ダ1800m（良） | 10    | 8     | 10    | 007.70（3人）   | 02着 | R1:51.5（38.2）     | -1.4 | 0川田将雅     | 56        | クリソライト           | 521         |
| 0000.11.15 | 東京   | 武蔵野S         | GIII     | ダ1600m（良） | 16    | 7     | 13    | 062.4（12人）   | 04着 | R1:35.9（37.3）     | -0.7 | 0P.ブドー     | 57        | ワイドバッハ           | 526         |
| 0000.12.07 | 中京   | チャンピオンズC | GI       | ダ1800m（良） | 16    | 8     | 16    | 185.6（16人）   | 16着 | R1:53.3（38.2）     | -2.3 | 0松山弘平     | 57        | ホッコータルマエ       | 530         |
| 2015.02.10 | 佐賀   | 佐賀記念        | JpnIII   | ダ2000m（稍） | 12    | 5     | 5     | 004.00（3人）   | 03着 | R2:10.1（39.3）     | -0.6 | 0川田将雅     | 57        | マイネルクロップ       | 530         |
| 0000.03.29 | 中山   | マーチS         | GIII     | ダ1800m（良） | 16    | 1     | 1     | 053.1（13人）   | 07着 | R1:52.9（37.7）     | -0.2 | 0大野拓弥     | 57.5      | マイネルクロップ       | 530         |
| 0000.04.18 | 阪神   | アンタレスS     | GIII     | ダ1800m（良） | 16    | 4     | 7     | 157.1（15人）   | 11着 | R1:51.3（37.6）     | -1.7 | 0菱田裕二     | 56        | クリノスターオー       | 528         |
| 0000.06.13 | 東京   | アハルテケS     | OP       | ダ1600m（良） | 16    | 3     | 6     | 045.6（11人）   | 11着 | R1:36.7（36.1）     | -0.9 | 0柴山雄一     | 57.5      | キョウエイアシュラ     | 520         |

## 血統表
| ダノンカモンの血統                 | ダノンカモンの血統                    | ダノンカモンの血統                    | （血統表の出典）                      | （血統表の出典） |
| 父系                               | ロベルト系                            | ロベルト系                            | ロベルト系                            | [ § 2 ]          |
| 父 *シンボリクリスエス 1999 黒鹿毛 | 父の父Kris S. 1977 黒鹿毛             | Roberto                               | Hail to Reason                        | Hail to Reason   |
| 父 *シンボリクリスエス 1999 黒鹿毛 | 父の父Kris S. 1977 黒鹿毛             | Roberto                               | Bramalea                              |                  |
| 父 *シンボリクリスエス 1999 黒鹿毛 | 父の父Kris S. 1977 黒鹿毛             | Sharp Queen                           | Princequillo                          | Princequillo     |
| 父 *シンボリクリスエス 1999 黒鹿毛 | 父の父Kris S. 1977 黒鹿毛             | Sharp Queen                           | Bridgework                            |                  |
| 父 *シンボリクリスエス 1999 黒鹿毛 | 父の母Tee Kay 1991 黒鹿毛             | Gold Meridian                         | Seattle Slew                          | Seattle Slew     |
| 父 *シンボリクリスエス 1999 黒鹿毛 | 父の母Tee Kay 1991 黒鹿毛             | Gold Meridian                         | Queen Louie                           |                  |
| 父 *シンボリクリスエス 1999 黒鹿毛 | 父の母Tee Kay 1991 黒鹿毛             | Tri Argo                              | Tri Jet                               | Tri Jet          |
| 父 *シンボリクリスエス 1999 黒鹿毛 | 父の母Tee Kay 1991 黒鹿毛             | Tri Argo                              | Hail Proudly                          |                  |
| 母 *シンコウエンジェル 1993 鹿毛   | 母の父*オジジアン Ogygian 1983 鹿毛   | Damascus                              | Sword Dancer                          | Sword Dancer     |
| 母 *シンコウエンジェル 1993 鹿毛   | 母の父*オジジアン Ogygian 1983 鹿毛   | Damascus                              | Kerala                                |                  |
| 母 *シンコウエンジェル 1993 鹿毛   | 母の父*オジジアン Ogygian 1983 鹿毛   | Gonfalon                              | Francis S.                            | Francis S.       |
| 母 *シンコウエンジェル 1993 鹿毛   | 母の父*オジジアン Ogygian 1983 鹿毛   | Gonfalon                              | Grand Splendor                        |                  |
| 母 *シンコウエンジェル 1993 鹿毛   | 母の母A Kiss for Luck 1979 黒鹿毛     | Reflected Glory                       | Jester                                | Jester           |
| 母 *シンコウエンジェル 1993 鹿毛   | 母の母A Kiss for Luck 1979 黒鹿毛     | Reflected Glory                       | Lysistrate                            |                  |
| 母 *シンコウエンジェル 1993 鹿毛   | 母の母A Kiss for Luck 1979 黒鹿毛     | Painted Flag                          | Dusty Canyon                          | Dusty Canyon     |
| 母 *シンコウエンジェル 1993 鹿毛   | 母の母A Kiss for Luck 1979 黒鹿毛     | Painted Flag                          | Duchess Peg                           |                  |
| 母系(F-No.)                        | (FN:3-d)                              | (FN:3-d)                              | (FN:3-d)                              | [ § 3 ]          |
| 5代内の近親交配                    | Francis S 5×4=9.38%、Jester 5×4=9.38% | Francis S 5×4=9.38%、Jester 5×4=9.38% | Francis S 5×4=9.38%、Jester 5×4=9.38% | [ § 4 ]          |
| 出典                               | 1. 2. 3. 4.                           | 1. 2. 3. 4.                           | 1. 2. 3. 4.                           | 1. 2. 3. 4.      |

- 半兄に名古屋グランプリ勝ちのあるワイルドソルジャー（父：ブロッコ）、半妹に阪神牝馬ステークス勝ちのあるクィーンズバーン（父：スペシャルウィーク）がいる。また半姉のアドマイヤダッシュの仔にクイーンカップ勝ちのウキヨノカゼがいる。
- 母の妹にクラスターカップ馬のゴールデンチェリーがいる。